# Elisabeth Baulitz
Elisabeth Baulitz (* 3. September 1973 in Hamburg) ist eine deutsche Schauspielerin.

## Leben
Elisabeth Baulitz absolvierte ihre Schauspielausbildung von 1993 bis 1996 an der Hochschule für Musik und Darstellende Kunst Mozarteum in Salzburg und schloss ihr Studium mit dem Diplom ab. Weitere Ausbildungsstationen waren das Theatre de Complicité und die Schule von Philippe Gaullier in London. Ihre Theaterengagements waren u. a. am Staatstheater Darmstadt, am Deutschen Theater Göttingen sowie am Theater am Kurfürstendamm, dem Renaissance-Theater und den Sophiensälen in Berlin. Beim Treffen deutscher Schauspielschulen 1996 erhielt sie den Solopreis.
2006 spielte Elisabeth Baulitz in Edwin Brienens Film I’d Like to Die a Thousand Times mit. Außerdem hatte sie Rollen in verschiedenen TV-Produktionen, wie Polizeiruf 110, Tatort  oder SOKO Köln. Seit März 2019 ist Elisabeth Baulitz in der RTL-Serie Schmitz & Family und seit 2020 in der ZDF-Krimi-Reihe Jenseits der Spree als Dezernatsleiterin an der Seite von Jürgen Vogel zu sehen.
Elisabeth Baulitz lebt in Berlin.

## Filmografie
- 2006: I’d Like to Die a Thousand Times (Kino, Regie: Edwin Brienen)
- 2006: SOKO Wismar – (Regie: Oren Schmuckler)
- 2006: Berlin am Meer (Kino, Regie: Wolfgang Eißler)
- 2007: Dr. Psycho – Gammelfleisch (Regie: Richard Huber)
- 2007: Doctor’s Diary – Hilfe, ich brauche ein Date! (Regie: Christian Ditter)
- 2008: Der Kriminalist (Regie: Buddy Giovinazzo)
- 2008: Zwölf Winter (Regie: Thomas Stiller)
- 2009: SOKO Köln – Die Frau im hellen Mantel (Regie: Axel Barth)
- 2009: Mord mit Aussicht – Nach 6 im Zoo (Regie: Joseph Orr)
- 2009: Atemlos (Kurzfilm, Regie: Joachim Weiler)
- 2009: 2030 – Aufstand der Jungen (Regie: Jörg Lühdorff)
- 2010: Der Mann der über Autos sprang (Kino, Regie: Nick Baker-Monteys)
- 2012: Morden im Norden – Hals über Kopf (Regie: Edzard Onneken)
- 2013: Christine. Perfekt war gestern! (8 Episoden)
- 2013: Polizeiruf 110: Kinderparadies
- 2013: Hai-Alarm am Müggelsee (Regie: Leander Haußmann und Sven Regener)
- 2013: Um Himmels Willen – Dummer Zufall (Regie: Andi Niessner)
- 2013: SOKO Wismar – Hochspannung (Regie: Alexander Sascha Thiel)
- 2014: In aller Freundschaft – Hochfliegende Träume (Regie: Christoph Klünker)
- 2014–2015: Der Bergdoktor (7 Episoden)
- 2014: Küstenwache – Augenzeugin
- 2015: Notruf Hafenkante – Der glatte Wahnsinn
- 2016: Polizeiruf 110: Im Schatten
- 2016: Friesland – Klootschießen
- 2017: Inga Lindström: Liebesreigen in Samlund
- 2017: Allmen und das Geheimnis des rosa Diamanten (Fernsehfilm)
- 2017: Ein starkes Team: Treibjagd
- 2017: In aller Freundschaft – Die jungen Ärzte: Ewige Liebe
- 2017: Dschermeni (5 Episoden)
- 2018: Notruf Hafenkante – Au-pair
- 2018: Jenny: Echt gerecht – Ex & Hopp
- 2018: Der Staatsanwalt – Die Macht der Sterne
- 2018: Die Rosenheim-Cops – Die letzte Lieferung
- 2018–2021: Sankt Maik (9 Episoden)
- 2018: Tatort: Der kalte Fritte
- 2018: Unter anderen Umständen – Das Geheimnis der Schwestern
- 2018: Hingabe
- 2019: Mord geht immer – Der Koch ist tot (Fernsehfilm)
- 2019–2020: Schmitz & Family (7 Episoden)
- 2019: Gegen die Angst (Fernsehfilm)
- 2019: Letzte Spur Berlin – Todesspiel
- 2019: SOKO Hamburg – Der Pferdeflüsterer
- seit 2021: Jenseits der Spree (Fernsehserie)
- 2021: Tatort: Die Kalten und die Toten
- 2022: SOKO Leipzig – Ungehört
- 2022: Tatort: Katz und Maus
- 2023: Der Bergdoktor – Im Netz
- 2023: Die Bergretter – Dünnes Eis
- 2024: In aller Freundschaft – Aus dem Nichts

## Bühnenrollen

### Staatstheater Darmstadt (1996)
- Luise, in: Liliom (Regie: Michael Gruner)

### Deutsches Theater Göttingen (1996–2000)
- Hero, in: Wie es euch gefällt (Regie: Andreas Nathusius)
- Polly, in: Dreigroschenoper (Regie: Andreas Nathusius)
- Hofdame, in: Yvonne (Regie: Michael Heicks)
- Laura, in: Glasmenagerie (Regie: Andreas Nathusius)
- Stella, in: Endstation Sehnsucht (Regie: Peter Heusch)

### Renaissancetheater Berlin (2003–2007)
- Sophie, in: Honour (Regie: Ulrike Jackwerth)
- Susan, in: Acht Frauen (Regie: Dietmar Pflegerl)
- Lenka, in: Rock ´n’ Roll (Regie: Antoine Uitdehaag)